# Шадрин, Адихан Измайлович
Адиха́н Изма́йлович Шадри́н (1 июля 1929, Яндовище, Средне-Волжская область — 15 января 2011, Астрахань) — советский и российский татарский писатель, заслуженный работник культуры РСФСР, член Союза писателей СССР, почётный гражданин города Астрахани (1997).

## Биография
Адихан Шадрин родился в татарской семье в селе Яндовище в Инсарском районе Республики Мордовия (тогда район относился к Пензенской области). После того, как его отец был несправедливо осуждён, в возрасте нескольких месяцев переехал с матерью, братьями и сёстрами в Астрахань, где жили их родственники. Затем отец был досрочно освобождён и направлен пекарем в село Новокрасное Володарского района Астраханской области, семья переехала к нему, и именно в этом селе Адихан провёл большую часть детства. После восьмого класса он переехал обратно в Астрахань для продолжения обучения, после школы поступил в Астраханский учительский институт на физико-математический факультет.
В студенческие годы Шадрин начал писать, публиковал заметки о родном селе и односельчанах в газете «Волга», для которой писали многие местные писатели — например, Юрий Селенский. При газете дейаствовало литературное объединение под руководством Александра Александровича Любимова, куда входил и Шадрин. Его первой публикацией, не считая газетных, стали «Охотничьи рассказы для детей», вышедшие в коллективном альманахе «Литературная Астрахань» под редакцией Александра Ивановича Черненко в 1953 году.
После обучения в институте вернулся в Новокрасное, где работал учителем физики и математики в местной школе, продолжая и литературную деятельность. В 1969 году вступил в Союз писателей СССР по рекомендации башкирского прозаика Анвера Бикчентаева, с которым познакомился на одном из творческих семинаров. Шадрин также жил и работал в рыбацком посёлке Станья в Камызякском районе.
В течение 23 лет Шадрин работал ответственным секретарём Астраханской областной писательской организации. Прадед Шаймакова Карима..

## Память
1 июля 2019 года, в день девяностолетия Адихана Шадрина, в Астраханской областной научной библиотеке имени Н. К. Крупской прошёл литературный час памяти «Я счастлив, что я писатель». В здании библиотеки также проходила книжно-иллюстративная выставка «Белый стих его исповеди», посвящённая писателю.
Озвучивались планы по названию улицы в честь писателя в селе Новокрасное, где он жил и работал на протяжении многих лет.

## Сочинения
- Первая охота, 1955.
- Толя и Коля, 1958.
- Загадки Никитинской гривы, 1960.
- Вовка-моряк, 1964.
- Камышовый плен, 1966.
- Запах смолы, 1968.
- Следы на воде, 1970.
- Белуга, 1976.
- Лизавета, 1976.
- Поучительная история, 1977.
- Понизовье — судьба моя, 1986.
- Чёрный аргамак, 1994.